# 岐阜藥科大學
岐阜藥科大學（日语：岐阜薬科大学）是位于日本岐阜县岐阜市的一所公立大学，成立於1932年。 

## 簡介
1932年日本國內唯一公立的藥學專門學校——岐阜藥科專門學校創立，1949年改制為岐阜藥科大學。岐阜藥科大學設有藥學部，同時在研究生院設有博士前、後期課程。2006年度開始導入了藥學部6年制度，編製成了畢業後可以取得藥劑師國家考試資格的6年制藥學科，和以培養研究者為目標的4年制藥科學科。

## 教育和研究机构

### 学部、学科
- 藥学部
  - 藥科学科
  - 藥学科[2]

### 研究生院
- 藥学研究科
  - 藥科学專攻（碩士課程、博士後期課程）
  - 藥学專攻（博士課程）[3]